# فیونا آوری
فیونا آوری (انگلیسی: Fiona Avery؛ زادهٔ ۱۳ سپتامبر ۱۹۷۴) یک فیلم‌نامه‌نویس، و رمان‌نویس اهل ایالات متحده آمریکا است. شهرت او بیشتر به خاطر کتاب‌های کامیک است. آوری پس از نگاشتن متن چند مجموعه تلویزیونی، بار دیگر به نگاشتن کتاب‌های کامیک و فعالیت در مجله مارول کامیکس بازگشت.